# Monti Yunling
I monti Yunling (cinese: t: 雲嶺, s: 云岭, p: Yúnlǐng, letteralmente «cime nuvolose») sono una catena montuosa che corre da nord a sud nella provincia dello Yunnan. In passato il nome veniva romanizzato in Yun Ling o Yun-ling; alle «nuvole» di questi monti si deve l'origine del nome con cui viene designata l'intera provincia (Yunnan, infatti, significa «terra a sud dei Yunling»).
La riserva naturale dei monti Yunling, nella contea di Lanping (prefettura di Nujiang), fa parte delle aree protette dei Tre Fiumi Paralleli dello Yunnan e dà rifugio al raro rinopiteco bruno.